# Lexikon východní moudrosti
Lexikon východní moudrosti: buddhismus, hinduismus, taoismus, zen (v originále Lexikon der östlichen Weisheitslehren: Buddhismus, Hinduismus, Taoismus, Zen), většinou nazýván jen Lexikon východní moudrosti, je původem německý slovník, který obsahuje okolo 4000 hesel s tematikou východních náboženství. Zaměřuje se zejména buddhismus, hinduismus, taoismus a zen (čchan).
Poprvé kniha vyšla německy roku 1986. O deset let později vychází i v Česku u nakladatelství Votobia v Olomouci. Na překladu se podíleli jedni z předních českých badatelů na dané téma. Lexikon mimo jiné poskytuje důležitý standardizovaný vzor pro přepis termínů z orientálních jazyků do češtiny (jedná se zejména o čínštinu, japonštinu, sanskrt a tibetštinu).
Badatelé, kteří se aktivně podíleli na překladu:
- Jan Filipský
- Vladimír Liščák
- Helena Heroldová
- Josef Kolmaš
- Stanislava Vavroušková

Odborné konzultace poskytli Oldřich Král a Vladimír Ando.